# Papagaio-galego
Papagaio-do-cerrado ou papagaio-galego (em latim: Alipiopsitta xanthops) é uma espécie de papagaio sul-americana, atualmente esta fora de risco de extinção.
O papagaio-galego é endémico do Brasil e habita o cerrado, caatinga arbórea e zonas secas do estado de Minas Gerais e bacia do Rio São Francisco.
O adulto caracteriza-se pela plumagem verde-clara, com barriga e cabeça de cor amarela, e bico rosado. Estes papagaios medem entre 25–27 cm de comprimento e pesam em torno de 300 gramas. A sua alimentação é baseada em frutas locais e sementes. Na época de reprodução, o casal constrói um ninho num tronco oco onde a fêmea põe 1-2 ovos incubados ao longo de cerca de 28 dias.
O papagaio-galego é tímido e não aprende a falar.

## Taxonomia
Alipiopsitta xanthops pertencia ao gênero Amazona, porém essa posição tem sido questionada (Ribeiro, 1920; Sick, 1984; Duarte & Caparroz, 1995).
Dados genéticos recentes demonstraram que o papagaio-galego é, de fato, mais próximo de Graydidascalus.
Miranda-Ribeiro (1920) nomeou um novo gênero para acomodar a espécie: Salvatoria, que foi revivido pelo South American Classification Committee (SACC - Comitê Sul-Americano de Classificação) e pelo Comitê Brasileiro de Registros Ornitológicos (CBRO).
Caparroz & Pacheco (A homonymy in Psittacidae: new name for Salvatoria Miranda-Ribeiro. Rev. Bras. Ornit. (Ararajuba) 14(2) July/2006) notaram que o nome Salvatoria Ribeiro era pré-ocupado por Salvatoria (verme anelídeo), sendo inválida sua utilização e propuseram o nome Alipiopsitta, já aceito pelo CBRO e em discussão no SACC.